# Benton, Kentucky
Benton är en ort i Marshall County i delstaten Kentucky, USA. År 2010 hade orten 4 349 invånare. Den har enligt United States Census Bureau en area på 10,2 km², allt är land. Benton är administrativ huvudort (county seat) i Marshall County. 